# Königsbart

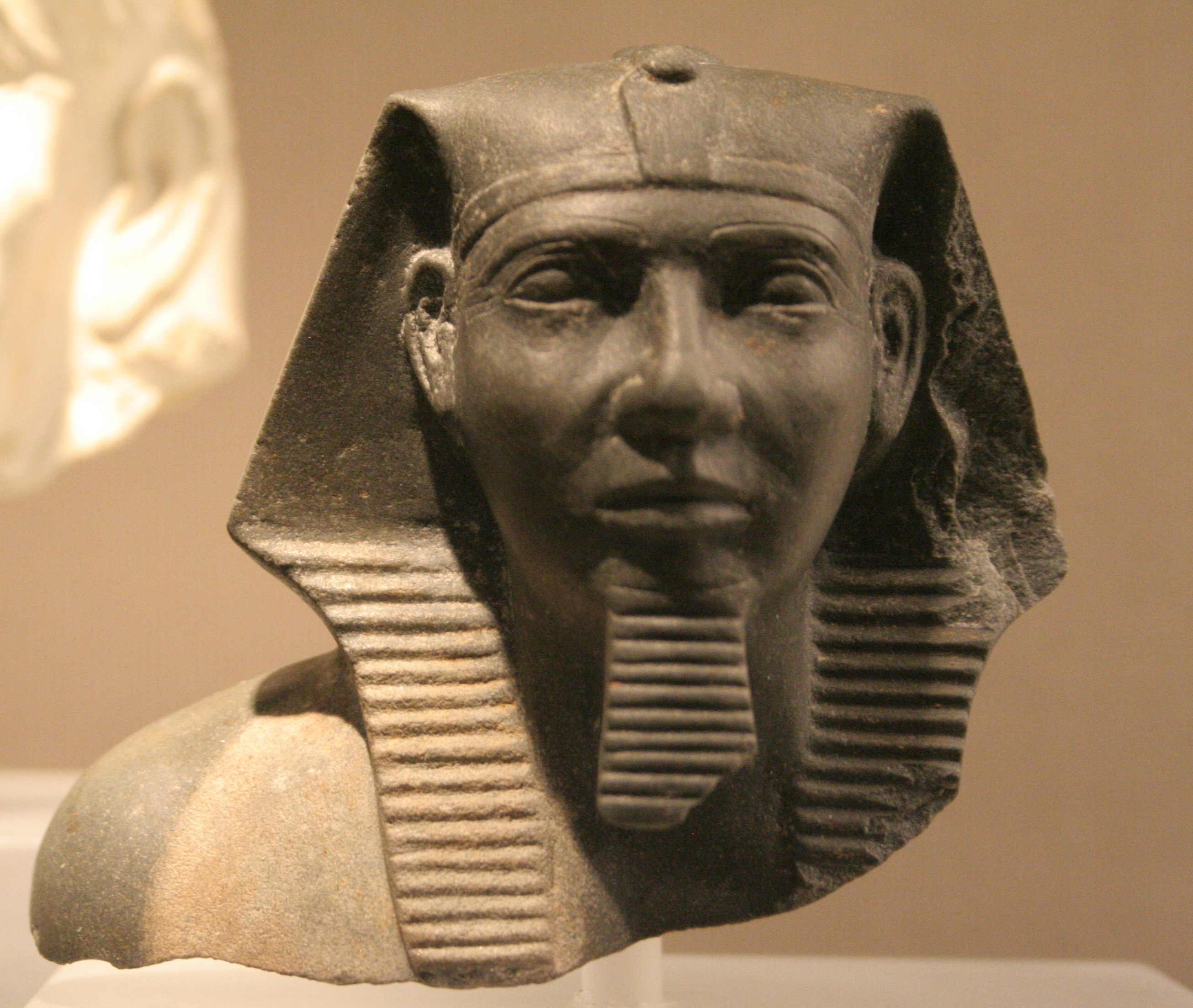
Kopf einer Statue des Chephren, gut zu erkennen: der Königsbart

Der Königsbart oder Pharaonenbart gehörte im Alten Ägypten zu den pharaonischen Insignien und bezeichnete eine bestimmte Haartracht in Gestalt eines geflochtenen, künstlichen Kinnbarts, der an einem feinen Riemen um das Gesicht befestigt war und zu zeremoniellen Anlässen getragen wurde, weshalb auch die Bezeichnung „Zeremonialbart“ gängig ist. Königsbärte sind seit der Prädynastik belegt. Bekannte Könige, die sich mit Bart abbilden ließen, sind z. B. Narmer (1. Dynastie), Djoser (3. Dynastie) und Ramses II. (19. Dynastie).
Auch Königinnen, die die Regierungsgewalt innehatten, wurden mit dem Königsbart als Insigne der Macht dargestellt, wie z. B. Chentkaus I. (4. Dynastie) und Hatschepsut (18. Dynastie).